# Championnat du monde de motocross 2009
Navigation
Édition précédente Édition suivante
Le championnat du monde de motocross 2009 compte 15 Grand-Prix.

## Grand Prix de la saison 2009

### MX1 et MX2
| Manche | Date              | Grand Prix                       | Lieu                       | Classe | Course 1           | Course 2          | Vainqueur           |
| 1      | 29 mars 2009      | Grand Prix d'Italie              | Faenza                     | MX1    | Tanel Leok         | Annulée           | Tanel Leok          |
| 1      | 29 mars 2009      | Grand Prix d'Italie              | Faenza                     | MX2    | Gautier Paulin     | Annulée           | Gautier Paulin      |
| 2      | 5 avril 2009      | Grand Prix de Bulgarie           | Sevlievo                   | MX1    | Ken De Dycker      | Jonathan Barragan | Joshua Coppins      |
| 2      | 5 avril 2009      | Grand Prix de Bulgarie           | Sevlievo                   | MX2    | Marvin Musquin     | Steven Frossard   | Marvin Musquin      |
| 3      | 12 avril 2009     | Grand Prix de Turquie            | Istanbul                   | MX1    | Antonio Cairoli    | Antonio Cairoli   | Antonio Cairoli     |
| 3      | 12 avril 2009     | Grand Prix de Turquie            | Istanbul                   | MX2    | Gautier Paulin     | Zach Osborne      | Zach Osborne        |
| 4      | 26 avril 2009     | Grand Prix du Benelux            | Valkenswaard               | MX1    | Antonio Cairoli    | Jonathan Barragan | Jonathan Barragan   |
| 4      | 26 avril 2009     | Grand Prix du Benelux            | Valkenswaard               | MX2    | Shaun Simpson      | Rui Goncalves     | Rui Goncalves       |
| 5      | 10 mai 2009       | Grand Prix du Portugal           | Agueda                     | MX1    | Antonio Cairoli    | Antonio Cairoli   | Antonio Cairoli     |
| 5      | 10 mai 2009       | Grand Prix du Portugal           | Agueda                     | MX2    | Marvin Musquin     | Rui Goncalves     | Rui Goncalves       |
| 6      | 17 mai 2009       | Grand Prix de Catalogne          | Bellpuig                   | MX1    | Jonathan Barragan  | Antonio Cairoli   | Jonathan Barragan   |
| 6      | 17 mai 2009       | Grand Prix de Catalogne          | Bellpuig                   | MX2    | Rui Goncalves      | Anthony Boissiere | Jérémy Van Horebeek |
| 7      | 31 mai 2009       | Grand Prix de Grande-Bretagne    | Mallory Park               | MX1    | David Philippaerts | Maximilian Nagl   | David Philippaerts  |
| 7      | 31 mai 2009       | Grand Prix de Grande-Bretagne    | Mallory Park               | MX2    | Marvin Musquin     | Marvin Musquin    | Marvin Musquin      |
| 8      | 7 juin 2009       | Grand Prix de France             | Circuit Raymond Demy Ernée | MX1    | Maximilian Nagl    | Maximilian Nagl   | Maximilian Nagl     |
| 8      | 7 juin 2009       | Grand Prix de France             | Circuit Raymond Demy Ernée | MX2    | Marvin Musquin     | Marvin Musquin    | Marvin Musquin      |
| 9      | 21 juin 2009      | Grand Prix d'Allemagne           | Teutschenthal              | MX1    | Maximilian Nagl    | Antonio Cairoli   | Antonio Cairoli     |
| 9      | 21 juin 2009      | Grand Prix d'Allemagne           | Teutschenthal              | MX2    | Steven Frossard    | Marvin Musquin    | Ken Roczen          |
| 10     | 28 juin 2009      | Grand Prix de Lettonie           | Ķegums                     | MX1    | Clément Desalle    | Antonio Cairoli   | Antonio Cairoli     |
| 10     | 28 juin 2009      | Grand Prix de Lettonie           | Ķegums                     | MX2    | Marvin Musquin     | Rui Goncalves     | Rui Goncalves       |
| 11     | 5 juillet 2009    | Grand Prix de Suède              | Uddevalla                  | MX1    | Maximilian Nagl    | Antonio Cairoli   | Maximilian Nagl     |
| 11     | 5 juillet 2009    | Grand Prix de Suède              | Uddevalla                  | MX2    | Ken Roczen         | Rui Goncalves     | Rui Goncalves       |
| 12     | 2 août 2009       | Grand Prix du Limbourg           | Lommel                     | MX1    | Ken De Dycker      | Maximilian Nagl   | Ken De Dycker       |
| 12     | 2 août 2009       | Grand Prix du Limbourg           | Lommel                     | MX2    | Marvin Musquin     | Marvin Musquin    | Marvin Musquin      |
| 13     | 9 août 2009       | Grand Prix de République tchèque | Loket                      | MX1    | Maximilian Nagl    | Clément Desalle   | Clément Desalle     |
| 13     | 9 août 2009       | Grand Prix de République tchèque | Loket                      | MX2    | Ken Roczen         | Gautier Paulin    | Gautier Paulin      |
| 14     | 30 août 2009      | Grand Prix des Pays-Bas          | Lierop                     | MX1    | Ken De Dycker      | Ken De Dycker     | Ken De Dycker       |
| 14     | 30 août 2009      | Grand Prix des Pays-Bas          | Lierop                     | MX2    | Rui Goncalves      | Marvin Musquin    | Marvin Musquin      |
| 15     | 13 septembre 2009 | Grand Prix du Brésil             | Canelinha - Santa Catarina | MX1    | Clément Desalle    | Steve Ramon       | Clément Desalle     |
| 15     | 13 septembre 2009 | Grand Prix du Brésil             | Canelinha - Santa Catarina | MX2    | Marvin Musquin     | Marvin Musquin    | Marvin Musquin      |

### MX3
| Manche | Date              | Grand Prix                       | Lieu                 | Course 1               | Course 2               | Vainqueur du Grand Prix |
| ------ | ----------------- | -------------------------------- | -------------------- | ---------------------- | ---------------------- | ----------------------- |
| 1      | 12 avril 2009     | Grand Prix de Grande-Bretagne    | Hawkstone Park       | Sven Breugelmans       | Julien Vanni           | Julien Vanni            |
| 2      | 19 avril 2009     | Grand Prix d'Espagne             | Talavera de la Reina | Julien Vanni           | Alvaro Lozano          | Julien Vanni            |
| 3      | 3 mai 2009        | Grand Prix du Portugal           | Cortelha             | Pierre-Alexandre Renet | Alex Salvini           | Pierre-Alexandre Renet  |
| 4      | 24 mai 2009       | Grand Prix du Chili              | Laguna Caren         | Alex Salvini           | Antti Pyrhonen         | Alex Salvini            |
| 5      | 7 juin 2009       | Grand Prix de République tchèque | Holice               | Martin Zerava          | Julien Vanni           | Julien Vanni            |
| 6      | 14 juin 2009      | Grand Prix de Bulgarie           | Troyan               | Julien Vanni           | Alex Salvini           | Julien Vanni            |
| 7      | 21 juin 2009      | Grand Prix des Pays-Bas          | Markelo              | Brad Anderson          | Brad Anderson          | Brad Anderson           |
| 8      | 5 juillet 2009    | Grand Prix d'Italie              | Faenza               | Pierre-Alexandre Renet | Alex Salvini           | Pierre-Alexandre Renet  |
| 9      | 12 juillet 2009   | Grand Prix de Slovénie           | Orehova Vas          | Pierre-Alexandre Renet | Antti Pyrhonen         | Pierre-Alexandre Renet  |
| 10     | 19 juillet 2009   | Grand Prix de Croatie            | Mladina              | Matevz Irt             | Matevz Irt             | Matevz Irt              |
| 11     | 2 août 2009       | Grand Prix d'Allemagne           | Schwedt              | Alex Salvini           | Alex Salvini           | Alex Salvini            |
| 12     | 9 août 2009       | Grand Prix de France             | Lacapelle-Marival    | Pierre-Alexandre Renet | Pierre-Alexandre Renet | Pierre-Alexandre Renet  |
| 13     | 23 août 2009      | Grand Prix de Finlande           | Ruskeasanta          | Antti Pyrhonen         | Antti Pyrhonen         | Antti Pyrhonen          |
| 14     | 30 août 2009      | Grand Prix du Danemark           | Randers              | Julien Vanni           | Pierre-Alexandre Renet | Pierre-Alexandre Renet  |
| 15     | 13 septembre 2009 | Grand Prix de France             | Villars-sous-Écot    | Xavier Boog            | Xavier Boog            | Xavier Boog             |

## Classement des pilotes MX1
| Classement | Pilote               | Pays               | Constructeur | Nombre de points |
| ---------- | -------------------- | ------------------ | ------------ | ---------------- |
| 1          | Antonio Cairoli      | Italie             | Yamaha       | 561              |
| 2          | Maximilian Nagl      | Allemagne          | KTM          | 525              |
| 3          | Clément Desalle      | Belgique           | Honda        | 508              |
| 4          | David Philippaerts   | Italie             | Yamaha       | 497              |
| 5          | Ken De Dycker        | Belgique           | Suzuki       | 495              |
| 6          | Joshua Coppins       | Nouvelle-Zélande   | Yamaha       | 485              |
| 7          | Tanel Leok           | Estonie            | Yamaha       | 395              |
| 8          | Gareth Swanepoel     | Afrique du Sud     | Kawasaki     | 262              |
| 9          | Jonathan Barragan    | Espagne            | KTM          | 229              |
| 10         | Steve Ramon          | Belgique           | Suzuki       | 217              |
| 11         | Manuel Priem         | Belgique           | Aprilia      | 195              |
| 12         | Aigar Leok           | Estonie            | TM           | 188              |
| 13         | David Vuillemin      | France             | Kawasaki     | 163              |
| 14         | Grégory Aranda       | France             | Kawasaki     | 143              |
| 15         | Tom Church           | Grande-Bretagne    | CCM          | 134              |
| 16         | Carlos Campano       | Espagne            | Yamaha       | 127              |
| 17         | Julien Bill          | Suisse             | Aprilia      | 115              |
| 18         | Billy McKenzie       | Grande-Bretagne    | Honda        | 107              |
| 19         | Kevin Strijbos       | Belgique           | Honda        | 94               |
| 20         | Jason Dougan         | Grande-Bretagne    | CCM          | 93               |
| 21         | Mickaël Pichon       | France             | Honda        | 81               |
| 22         | Shannon Terreblanche | Afrique du Sud     | Kawasaki     | 75               |
| 23         | Gert Krestinov       | Estonie            | KTM          | 68               |
| 24         | Marc de Reuver       | Pays-Bas           | Kawasaki     | 62               |
| 25         | Loïc Leonce          | France             | Aprilia      | 61               |
| 26         | Rob Van Vijfeijken   | Pays-Bas           | Yamaha       | 53               |
| 27         | James Noble          | Grande-Bretagne    | Suzuki       | 39               |
| 28         | Bryan McKenzie       | Grande-Bretagne    | Honda        | 37               |
| 29         | Filip Neugebauer     | République tchèque | Kawasaki     | 28               |
| 30         | Sébastien Pourcel    | France             | Kawasaki     | 26               |

## Classement des pilotes MX2
| Classement | Pilote               | Pays            | Constructeur | Nombre de points |
| ---------- | -------------------- | --------------- | ------------ | ---------------- |
| 1          | Marvin Musquin       | France          | KTM          | 540              |
| 2          | Rui Goncalves        | Portugal        | KTM          | 500              |
| 3          | Gautier Paulin       | France          | Kawasaki     | 437              |
| 4          | Davide Guarneri      | Italie          | Yamaha       | 418              |
| 5          | Ken Roczen           | Allemagne       | Suzuki       | 390              |
| 6          | Steven Frossard      | France          | Kawasaki     | 332              |
| 7          | Joël Roelants        | Belgique        | KTM          | 311              |
| 8          | Manuel Monni         | Italie          | Yamaha       | 284              |
| 9          | Nicolas Aubin        | France          | Yamaha       | 256              |
| 10         | Xavier Boog          | France          | Suzuki       | 253              |
| 11         | Jérémy Van Horebeek  | Belgique        | KTM          | 227              |
| 12         | Valentin Teillet     | France          | KTM          | 182              |
| 13         | Loïc Larrieu         | France          | Yamaha       | 177              |
| 14         | Marcus Schiffer      | Allemagne       | KTM          | 172              |
| 15         | Dennis Verbruggen    | Belgique        | Honda        | 170              |
| 16         | Arnaud Tonus         | Suisse          | KTM          | 165              |
| 17         | Jake Nicholls        | Grande-Bretagne | KTM          | 156              |
| 18         | Anthony Boissiere    | France          | KTM          | 147              |
| 19         | Shaun Simpson        | Grande-Bretagne | KTM          | 134              |
| 20         | Evgueni Bobryshev    | Russie          | Yamaha       | 108              |
| 21         | Stephen Sword        | Grande-Bretagne | KTM          | 105              |
| 22         | Matiss Karro         | Lettonie        | Suzuki       | 103              |
| 23         | Zach Osborne         | États-Unis      | Yamaha       | 102              |
| 24         | Kounsith Vongsana    | France          | Honda        | 60               |
| 25         | Cédric Soubeyras     | France          | Honda        | 60               |
| 26         | Alessandro Lupino    | Italie          | Yamaha       | 56               |
| 27         | Nikolaj Larsen       | Danemark        | Suzuki       | 56               |
| 28         | José Butron          | Espagne         | Suzuki       | 46               |
| 29         | Mike Kras            | Pays-Bas        | KTM          | 41               |
| 30         | Ceriel Klein Kromhof | Pays-Bas        | KTM          | 40               |

## Classement des pilotes MX3
| Position | Pilote                  | Pays     | Constructeur | Pts |
| -------- | ----------------------- | -------- | ------------ | --- |
| 1        | Pierre-Alexandre Renet  | France   | Suzuki       | 584 |
| 2        | Alex Salvini            | Italie   | Husqvarna    | 525 |
| 3        | Antti Pyrhonen          | Finlande | Honda        | 486 |
| 4        | Julien Vanni            | France   | Honda        | 477 |
| 5        | Christophe Martin       | France   | Husqvarna    | 431 |
| 6        | Matevz Irt              | Slovénie | Honda        | 405 |
| 7        | Alvaro Lozano           | Espagne  | Yamaha       | 308 |
| 8        | Hugo Basaula            | Portugal | Suzuki       | 302 |
| 9        | Nicolai Maercher Hansen | Danemark | Suzuki       | 300 |
| 10       | Kasper Jensen           | Danemark | Honda        | 267 |